# Achryson foersteri
Achryson foersteri é uma espécie de cerambicídeo da tribo Achrysonini, com distribuição na Argentina, Brasil, Paraguai e Uruguai.